# 陶昌廉
陶昌廉（1944年—），男，中华人民共和国军事人物，中国人民解放军少将，曾任云南省军区政治委员，中共云南省委常委，第十届全国人大代表。